# Calyptrochaeta grandiretis
Calyptrochaeta grandiretis là một loài rêu trong họ Daltoniaceae. Loài này được Broth. H. Rob. mô tả khoa học đầu tiên năm 1975.